# Chiara Sacchi
Chiara Sacchi (nascida em 2002) é uma activista climática argentina de Buenos Aires.

## Vida pessoal
Chiara Sacchi nasceu e foi criada em Haedo, Buenos Aires, e estudou na Elmina Paz de Gallo, em El Palomar. De acordo com uma entrevista ao Slow Food, Sacchi cresceu num ambiente familiar que sempre se preocupou com uma alimentação saudável, e é por isso que muitas de suas acções como activista climática giram em torno desse assunto. Ela também destacou em vários discursos e entrevistas que foi instada a agir em prol da mudança climática, pois estava apavorada com as mudanças repentinas de temperatura no seu país.

## Activismo
Chiara Sacchi fez parte do movimento “Crianças vs. Crise Climática”, juntamente com Greta Thunberg e 16 outros jovens activistas. A iniciativa solicitou ao Comité dos Direitos da Criança das Nações Unidas que responsabilizasse a Argentina, Brasil, França, Alemanha e Turquia pela sua inacção relativamente à crise climática. Esta petição foi a primeira denúncia formal apresentada por um grupo de crianças menores de 18 anos sobre a mudança climática de acordo com a Convenção das Nações Unidas sobre os Direitos da Criança.
Sacchi participou como militante da rede Slow Food Argentina, um grupo global que trabalha pela protecção da biodiversidade e por alimentos bons, limpos e justos. Quanto ao activismo relacionado à alimentação saudável, ela também participou no Terra Madre Salone del Gusto e nas atividades da La Comunidad Cocina Soberana de Buenos Aires, uma comunidade de slow food de Buenos Aires.